# Viktor von Meibom
Viktor Reinhard Karl Friedrich von Meibom (1. september 1821 i Kassel - 27. december 1892 sammesteds) var en tysk retslærd.
Von Meibom virkede først i praksis, blev efter udgivelsen af hans og Paul Roths Kurhessisches Privatrecht I (1857—58) 1858 ordentlig professor i Rostock, 1866 i Tübingen, 1873 i Bonn, 1875 medlem af rigsoverhandelsretten i Leipzig, 1879—87 af rigsretten sammesteds. Von Meibom var udpræget germanist; han litterære virksomhed koncentrerede sig væsentlig om panteretten; således fremstillede hans Das deutsche Pfandrecht (1867) dennes udvikling før receptionen af den romerske ret. Under medvirken af Carl Ludwig von Bar, Heinrich Dernburg, Adolf Exner, Ferdinand Regelsberger og andre udgav von Meibom samleværket Deutsches Hypothekenrecht (I—IX 1871—91), en systematisk fremstilling af de vigtigste partikularlovgivningers ret, hvortil han selv bidrog med Das Mecklenburgische Hypothekenrecht (1871). Foruden forskellige afhandlinger og anmeldelser offentliggjorde von Meibom endnu Das Immobiliarrecht im Geltungsbereiche der Civilprocessordnung (1888).